# Nino Kirov
Nino Kirov est un joueur d'échecs bulgare né le 9 ou 11 septembre 1945 à Gorna Djoumaya et mort le 25 septembre 2008 à Sofia.

## Biographie et carrière
Selon les sources, Nino Kirov est né le 9 ou 11 septembre 1945 à Gorna Djoumaya. Grand maître international depuis 1975, Nino Kirov a remporté deux fois le championnat de Bulgarie : en novembre-décembre 1973 et 1978.
Nino Kirov a représenté la Bulgarie lors de deux olympiades : en 1974 (8,5 points marqués sur 11, au deuxième échiquier de réserve, la Bulgarie finit quatrième de la compétition) et en 1984 (au premier échiquier de réserve). Il joua également au championnat d'Europe d'échecs des nations : en 1977 et 1980, il marqua la moitié des points et la Bulgarie finit à chaque fois cinquième de la compétition.
Le 16 octobre 1974, Nino Kirov Ivanov arrêta la série de 95 parties sans défaite de Mikhaïl Tal  dans la 4e ronde du tournoi de Novi Sad (tournoi que Tal remporta).